# 安杰莉卡·阿波斯泰亚努
安杰莉卡·阿波斯泰亚努（羅馬尼亞語：Angelica Aposteanu，1954年8月21日—），罗马尼亚女子赛艇运动员。她曾代表罗马尼亚参加1980年夏季奥林匹克运动会赛艇比赛，获得女子八人单桨有舵手铜牌。